# NGC 4963
NGC 4963 este o radiogalaxie situată în constelația Câinii de Vânătoare. A fost descoperită în 9 aprilie 1787 de către William Herschel.